# Mas Febrer (Argentona)
El Mas Febrer és una masia d'Argentona (Maresme) protegida com a Bé Cultural d'Interès Local.

## Descripció
Masia complexa amb molts cossos associats. Té tres cossos perpendiculars a la façana, consta de planta baixa i pis i té diverses cobertes: una teulada a dos vessants amb el carener lateral per l'entrada i el cos de migdia i una coberta a una sola vessant per l'espai destinat a celler.
El més destacat és la façana amb una porta d'arc de mig punt amb onze dovelles de pedra i dues finestres gòtiques conopials. L'entrada té un portal de pedra a l'esquerra que dona a una estança que havia estat la cuina, on es conserva part d'uns rentamans. En el pis sols destaca un rentamans a la sala. La masia està en procés de restauració des de fa anys. Hi ha un cos afegit a migdia amb obertures de pedra del segle xx.